# Katastrofa lotu Angara 9007
Katastrofa lotu Angara 9007 – wypadek lotniczy samolotu Antonow An-24RV, należącego do linii lotniczych Angara, do którego doszło 11 lipca 2011 na rzece Ob, w pobliżu Strieżewoja w Rosji. W wyniku wypadku śmierć poniosło 7 osób, a 19 odniosło obrażenia.

## Wypadek
Na wysokości 6000 metrów, czujniki wykryły obecność cząstek w układzie olejowym lewego silnika. Kapitan podjął decyzję o kontynuowaniu lotu, jednak 8 minut później w kokpicie pojawił się zapach spalenizny i na krótko włączył się alarm pożarowy na lewym silniku. Silnik ponownie zdławiono, ale nie wyłączono, a dopływ powietrza upustowego został zamknięty.
Załoga zainicjowała zawrócenie na lotnisko w Niżniewartowsku. W związku z nagłym spadkiem ciśnienia oleju i pojawieniem się silnych wibracji, załoga zorientowała się, że silnik się pali, po czym wyłączyła go i włączył się system przeciwpożarowy. Jednak ognia nie udało się ugasić, a załoga zdecydowała się natychmiast wodować na pobliskiej rzece Ob.
An-24 spadł w pobliżu Strieżewoja, około 60 km na południowy wschód od Niżniewartowska. Ze względu na płytką wodę i obecność fal w rzece samolot został poważnie uszkodzony podczas wodowania.

## Dochodzenie

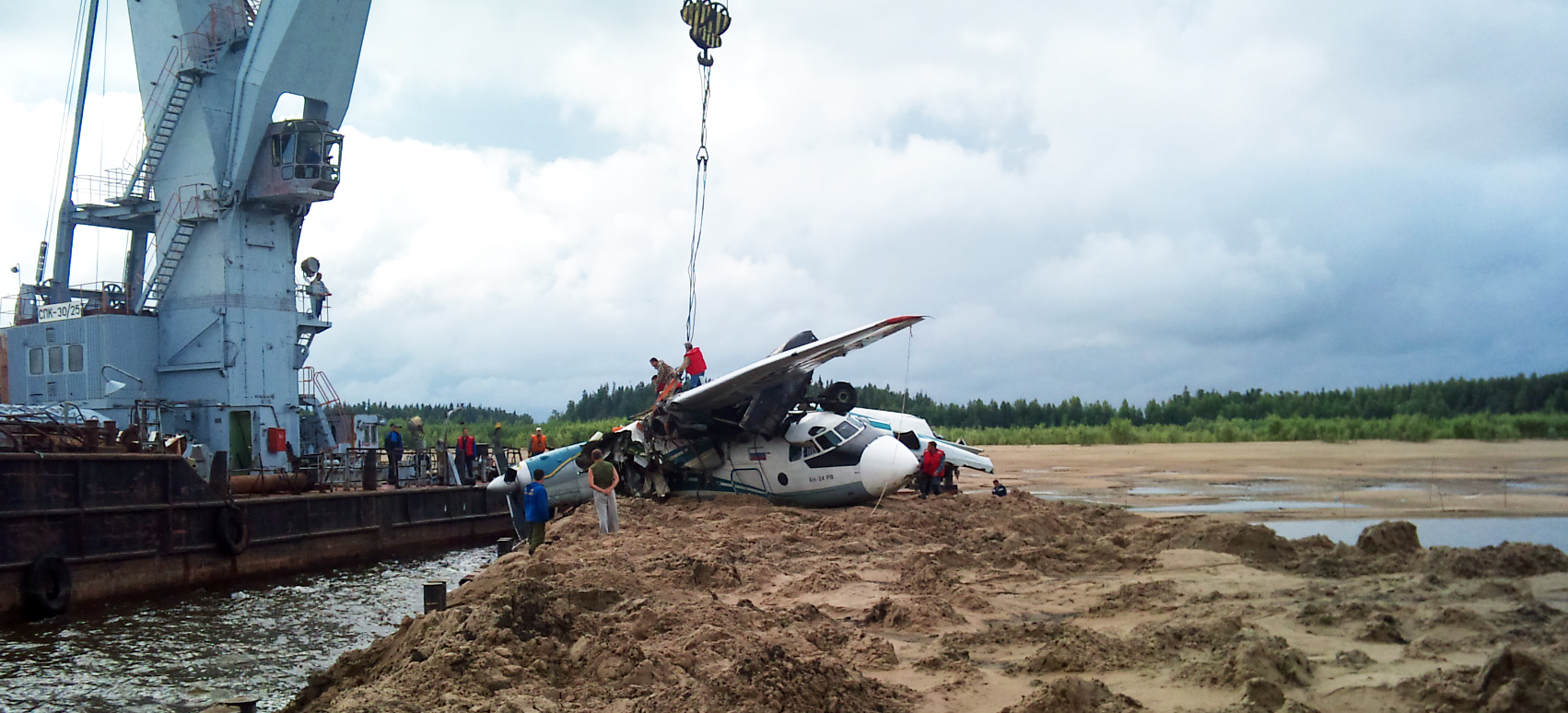
Zdjęcie przedstawiające ekipy ratownicze wydobywające z rzeki wrak samolotu

W sierpniu 2011 r. Zachodniosyberyjska Prokuratura ds. Transportu ogłosiła, że konserwacja samolotu została uznana za niezgodną z rosyjskimi przepisami oraz że kontrole konserwacyjne czujników zostały odnotowane w książce technicznej samolotu, ale nigdy ich nie przeprowadzono. Zarzuty postawiono dwóm urzędnikom linii lotniczej Angara.
W grudniu 2013 r. Międzypaństwowy Komitet Lotniczy opublikował raport końcowy. Ustalono, że przyczyną pożaru silnika była awaria łożyska oporowego wirnika sprężarki, prawdopodobnie na skutek wady produkcyjnej lub nieprawidłowego ponownego montażu silnika po konserwacji. W raporcie jako czynnik przyczyniający się do pożaru wymieniono także wyraźną niechęć kapitana do wyłączenia uszkodzonego silnika pomimo różnych nieprawidłowych oznak, co spowodowało rozwój pożaru i jego ugaszenie.